# Jordi del Amor Fabres
Jordi del Amor Fabres (Sant Sadurní d'Anoia, Alt Penedès, 2 de juny de 1978) és un jugador d'hoquei sobre patins català, que ha jugat la major part de la seva carrera amb el Noia Freixenet, equip del qual va ser capità.
Va començar a jugar a l'hoquei patins amb 3 anys al Col·legi Sant Josep de Sant Sadurní. Format al Noia, amb 18 anys va marxar al CP Tenerife, on va jugar dues temporades (1997-99) i va aconseguir un ascens a la Divisió d'Honor.
Retornà al Noia amb 20 anys, (1999-2006), i hi guanyà una Copa Federació (2002). Fitxà pel Club Patí Vilanova (2006-09), amb el qual conquerí una Copa de la CERS (2007), i la temporada 2009-10 tornà al Noia, després de mig curs a l'Epson Cerdanyola. També guanyà una Golden Cup amb la selecció catalana (2009).
Amb el Noia Freixenet, Jordi del Amor ha guanyat una Copa Continental (2014), una Copa de la CERS (2014) i una Copa Federació (2002), a més de proclamar-se subcampió de la Copa del Rei (2012). Amb el CP Vilanova va guanyar una altra Copa de la CERS (2007).
El gener de 2018 va anunciar la seva retirada.